# Chandraniscus kussakini
Chandraniscus kussakini là một loài chân đều trong họ Haploniscidae. Loài này được George miêu tả khoa học năm 2004.